# Силд, Дональд-Айк
Дональд-Айк Силд (эст. Donald-Aik Sild; род. 3 октября 1968[…], Таллин) — эстонский легкоатлет, специалист по метанию копья. Выступал за сборную Эстонии по лёгкой атлетике в 1990-х годах, победитель и призёр первенств национального значения, участник летних Олимпийских игр в Атланте.

## Биография
Дональд-Айк Силд родился 3 октября 1968 года в Таллине, Эстонская ССР. Сын толкателя ядра Хейно Силда, бывшего рекордсмена Эстонии.
Занимался лёгкой атлетикой в столичном клубе «Калев» под руководством известного эстонского копьеметателя Хейно Пуусте.
В 1993 и 1994 годах выигрывал чемпионат Эстонии в метании копья. Попав в состав эстонской национальной сборной, выступил на чемпионате Европы в Хельсинки, где в финале метнул копьё на 75,38 метра и занял итоговое 12-е место. В том же сезоне на соревнованиях в Сен-Дени установил свой личный рекорд в метании копья — 85,28 метра.
В 1995 году отметился выступлением на чемпионате мира в Гётеборге, но провалил обе свои попытки и остался без результата.
Благодаря череде удачных выступлений удостоился права защищать честь страны на летних Олимпийских играх 1996 года в Атланте — на предварительном квалификационном этапе показал результат 72,54 метра, чего оказалось недостаточно для выхода в финал.
В 1997 году в третий раз стал чемпионом Эстонии в метании копья.
Завершил спортивную карьеру по окончании сезона 2000 года.